# Lethe gulnihal
Lethe gulnihal är en fjärilsart som beskrevs av De Nicéville 1887. Lethe gulnihal ingår i släktet Lethe och familjen praktfjärilar. Inga underarter finns listade i Catalogue of Life.